# 神風センセーション
神風センセーション（かみかぜセンセーション）は、かつて福岡県を拠点に活動していた日本の女性アイドルグループである。ジャンルはヘヴィメタル。Daxpromotion所属。通称「神セン」。
テレビ朝日主催の『愛踊祭』九州エリア予選において、2018年と2019年の2年連続で代表に選出された。ワンマンライブは全てバンドセットで行われている。2024年2月5日に解散した。

## 略歴
- 2018年1月 北崎、天城、伊咲、双葉、小松の5人で結成。
- 2018年3月 双葉が脱退。
- 2018年4月 本田が加入。伊咲が脱退。
- 2018年7月 『愛踊祭2018』九州エリア代表決定戦で優勝。
- 2018年9月 『愛踊祭2018』決勝大会に出演。
- 2018年10月 篠崎が加入。
- 2019年1月 初ワンマン開催。動員153人で目標動員300人に届かず、リベンジワンマン決定。
- 2019年3月 天城が脱退
- 2019年3月 『Tokyo Candoll』九州大会に出場。
- 2019年5月 リベンジワンマン開催。動員188人でリベンジならず。
- 2019年7月 篠崎が脱退。
- 2019年8月 『愛踊祭2019』九州エリア代表決定戦で優勝。
- 2020年1月 2周年ワンマン開催。197人動員。
- 2020年6月 小松が脱退。
- 2020年8月 本田が脱退。
- 2020年8月 初東京ワンマン開催。コロナ禍の為、入場制限がありながらもソールドアウト。
- 2020年11月 小松が復帰。池田朱花里として再スタート。
- 2024年2月5日 解散[2]。

## メンバー
| 名前                     | 愛称   | 生年月日（年齢）       | 出身地 | 身長  | 備考                                                                     |
| ------------------------ | ------ | ---------------------- | ------ | ----- | ------------------------------------------------------------------------ |
| 北崎渚沙 きたさき なぎさ | なぎ   | 2003年10月30日（21歳） | 福岡県 | 155cm |                                                                          |
| 池田朱花里 いけだ あかり | あかり | 2001年8月31日（23歳）  | 福岡県 | 159cm | 2020年6月脱退。脱退時は小松朱花里名義。 2020年11月池田朱花里として復帰。 |

### 旧メンバー
| 名前                     | 生年月日（年齢）      | 出身地 | 脱退      |
| ------------------------ | --------------------- | ------ | --------- |
| 双葉桜咲 ふたば さくら   | 12月16日              | 福岡県 | 2018年3月 |
| 伊咲奈美 いさき なみ     |                       | 福岡県 | 2018年4月 |
| 天城沙彩 あまぎ さあや   | 2005年3月25日（19歳） | 福岡県 | 2019年3月 |
| 篠崎希 しのざき のぞみ   | 2000年3月20日（24歳） | 福岡県 | 2019年7月 |
| 本田あすか ほんだ あすか | 2005年2月27日（20歳） | 福岡県 | 2020年8月 |

## 作品

### シングル
1. KAMIKAZE（2018年5月3日、DPCD-1805、DAXPROMOTION）- 全曲Instrumental付き
  1. KAMIKAZE
  2. Chenge The World
  3. NINE-9-

### EP
1. This is...（2019年1月7日、DPCD-1901、DAXPROMOTION）
  1. 運命論にドロップキック！
  2. This is...
  3. Onetime Sing a Song
  4. キミノオト
  5. Out of mind
  6. 存在改革の無限パラノイア